# Cosmos Arena
Cosmos Arena (også kendt som Samara Arena) er et stadion i Samara i Rusland. Stadionet blev bygget op til Ruslands værtsskab ved VM i fodbold 2018, og blev indviet 28. april 2018. Efter VM ventes stadion at blive hjemmebane for klubben Krylja Sovetov Samara.
Byggeriet af Cosmos Arena startede i 2014, og blev færdiggjort i 2018. Den samlede pris for stadionets etablering ventes at ligga på ca. 320 millioner dollars.

## VM i 2018
Som et ud af i alt 12 stadioner blev Cosmos Arena udvalgt som spillested ved VM i fodbold 2018. Det blev besluttet, at stadion skulle lægge græs til fire gruppespilskampe (heriblandt Danmarks opgør mod Australien 21. juni), én 1/8-finale og én kvartfinale.